# Gamalama
Gamalama är en vulkan i Indonesien. Den ligger i provinsen Moluckerna, i den nordöstra delen av landet. Toppen på Gamalama är 1 707 meter över havet. Gamalama ligger på ön Ternate.
I omgivningarna runt Gamalama växer i huvudsak städsegrön lövskog och i östra samt södra delen av ön ligger orten Ternate.